# Sziderikus idő

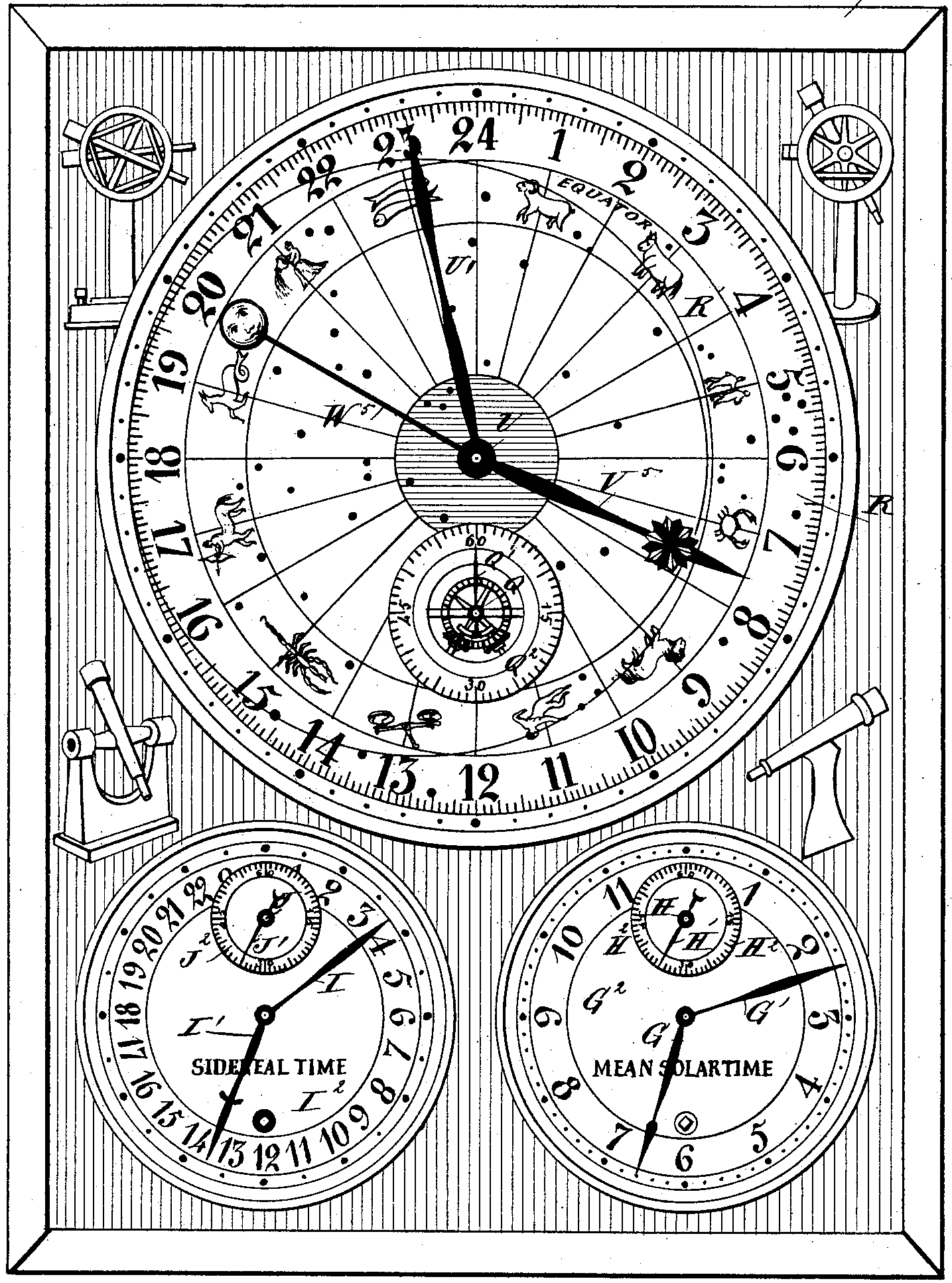
Csillagászati óra, ami a sziderikus időt és a földi időt is mutatja

A sziderikus idő egy olyan időskála, ami a Nap helyett az állócsillagokhoz  viszonyított Föld forgásának ütemén alapszik. Mint időmérési fogalmat,  a csillagászatban   használják annak érdekében, hogy a távcsövet folyamatosan egy megadott irányba lehessen beállítani például egy adott csillag megfigyelése céljából.
Egy adott földi megfigyelési pontból egy tetszőleges csillag minden éjszaka közel ugyanabban az irányban található, ha az időt sziderikus időben mérjük. Pontosabban mondva a sziderikus idő egy irányszöget határoz meg, ami a megfigyelő meridiánjától értendő az égi egyenlítő mentén. Értékét órában, percben és másodpercben adják meg, a földi időhöz hasonlóan. Egy sziderikus nap kevesebb, mint 24 földi óra, mivel a 24 óra földi idő nem csak a Föld tengely körüli forgásának idejét tartalmazza, hanem a Nap körüli évi keringéséhez szükséges idő egy részét is (lásd az ábrán).
Az átlagos sziderikus  nap hossza 23 óra, 56 perc, 4,0916 másodperc (=23,9344699 óra). A Föld esetén a nutáció miatt a tényleges sziderikus nap hossza nem állandó érték.
Az égitestek tengely körüli forgási idejét, vagy a központi csillaguk körüli keringési időt általában sziderikus időben adják meg.

## Sziderikus idő és földi idő
A csillagok olyan irdatlan távolságban vannak, hogy a Föld Nap körüli keringéséből eredő irányszög változása elhanyagolható (ezért nevezzük őket állócsillagoknak - lásd még: parallaxis). Vagyis egy adott helyről egy sziderikus nap elteltével ugyanolyan szögben láthatók.

## Precessziós hatás
A Föld forgása a tengelye körül nem egyszerű forgómozgás, mivel a Föld forgástengelyének iránya nem állandó.  A forgástengely maga is forgó mozgást végez egy tengely körül, ami merőleges a Föld keringési síkjára. Ez a keringés nagyjából 25 800 év alatt zajlik le.

## Meghatározása
A sziderikus idő (pontosabban a helyi látszólagos sziderikus idő) egy adott földrajzi hosszúságon bármely időpillanatban meghatározható úgy, mint a tavaszi napéjegyenlőség óraszöge; ennek számszerű értéke ugyanaz, mint egy tetszőleges égitest rektaszcenziója, ami éppen áthalad a helyi meridiánon.
A helyi sziderikus idő és a Greenwich-i sziderikus idő különbsége arányos a földrajzi hosszúsággal és keleti irányba haladva 15 fokonként 1 órával több, mint Greenwich-ben.  A földi idő használatával szemben a sziderikus időnél nem használnak időzónákat, hanem a földrajzi hely pozíciójának pontosságával számítják ki a helyi sziderikus időt. (ha a földrajzi hosszúság csak percnyi pontossággal ismert, akkor a sziderikus idő pontossága is csak perces nagyságrendű lesz).

## Külső hivatkozások
- Web based Sidereal time calculator
- App version for iOS devices
- Build an internet synchronized sidereal clock
- article on sidereal time from Jason Harris' Astroinfo